# 芦芽山风景名胜区
芦芽山风景名胜区是一处位于中国山西省忻州市宁武县东寨镇的景区。芦芽山是管涔山的主峰，因其山峰层层堆叠如同芦芽而得名。

## 概述
芦芽山是管涔山的主峰，因其山峰层层堆叠如同芦芽而得名。芦芽山距宁武县城西南30公里处，属吕梁山脉，海拔2739米，汾河与桑干河的源头均位于此。景区内有700多种植物、240多种动物，100多种名贵中草药。不仅拥有珍贵树种落叶松、云杉，而且是国家一类保护动物褐马鸡的主要保护地。
芦芽山景区年平均气温6.2度。最热月为7月，平均20.1度。

## 景点
景区内以太子殿主峰为中心，另还有：芦芽山、万年冰洞、马仑草原、石门悬棺、悬崖栈道、汾河源头、天池湖群、九重瀑布、支锅奇石、情人谷、毗卢佛等景点，总面积约321平方公里。
其中的万年冰洞，是世界上迄今永久冻土层以外发现的罕见的大冰洞，它形成于新生代第四纪冰川期，距今已有300万年的历史。